# ATS-radio 09
ATS-radio 09 är den nya radioenheten/systemet för den Svenska Försvarsmakten som ska användas i första hand som talradio för inflygnings- och flygplatskontrolltjänster under alla beredskapslägen.
Det nya radiosystemet kommer att användas av Arméns taktiska stab (ATS) i första hand vid flygförsvarets regementen. Radiosystemet kommer att utnyttja den nya sortens sändar- och mottagarmaster (RA 4500).